# برم مونوفلوئورید
برم مونوفلوئورید (به انگلیسی: Bromine monofluoride) با فرمول شیمیایی BrF یک ترکیب شیمیایی است. که جرم مولی آن ۹۸٫۹۰۳ g/mol می‌باشد. 